# S. Hunter Smith
S. Hunter Smith (* 29. Januar 1828 im Montgomery County (Indiana); † nach 1892) war ein US-amerikanischer Hackbrett-Spieler und Schausteller für Stereoskopien.

## Lebensweg
S. Hunter Smith wurde am 29. Januar 1828 im Montgomery County, Indiana, geboren. 1837 zog seine Familie nach Abingdon, Knox County (Illinois), um. Als seine Mutter im August 1839 starb, war Hunter Smith erst elf Jahre alt. Er erkrankte schwer an Rheumatismus. Ab Dezember 1840 konnte er infolge seiner Rheuma-Erkrankung seine Beine nicht mehr bewegen. Im Alter von 18 Jahren, im Jahr 1846, zog Smith mit seinem Vater nach Sigourney ins Keokuk County in Iowa um. Dort erhielt er in den Jahren von 1850 bis 1853 Unterricht von dem jungen Arzt A. C. Price. Im Jahr 1853 konstruierte Jonas Keck einen speziellen Stuhl für Smith, in dem dieser – zum ersten Mal seit mehr als zwölf Jahren wieder – aufrecht sitzen konnte. Smith kehrte ins Knox County, Illinois, zurück. Dort wurde sein Stuhl von William Johnston aus Abingdon erheblich verbessert. 1854 begann Smith, das Hackbrett-Spielen zu erlernen und wurde in einigen Gebieten von Illinois und Iowa als „Little Smith, the dulcimer man“ bekannt (‚hammered dulcimer‘ ist die englische Bezeichnung für das Hackbrett). Seine musikalischen Erfolge auf dem Hackbrett verdankte Smith nach eigener Aussage E. R. Jones und C. M. Hall aus Farmington, Illinois.
1861 starb S. Hunter Smith’ Vater.
S. Hunter Smith heiratete am 28. November 1869 Jennie E. Rowe in Farmington, Illinois.
Anfang der 1880er Jahre wurde S. Hunter Smith durch William Johnston und T. J. Gossett aus Abingdon, Illinois, mit der Stereoskopie bekanntgemacht. Im Jahr 1864 begann Smith seine Schausteller-Tätigkeit mit fünf Stereoskopen. Mit diesen reiste er von Ort zu Ort und zeigte Stereogramme. Dazu spielte er auf dem Hackbrett oder kommentierte die dem Publikum synchron gezeigten Stereo-Bilder. In den 23 Jahren von 1864 bis 1887 stockte S. Hunter Smith seinen Bestand allmählich auf 50 Stereoskope und rund 4000 Stereo-Fotos auf. In einer Pressemitteilung aus dem Jahr 1875 über sein stereoskopisches „Museum“ ist von 1500 Stereoskopien die Rede, 1877 von 3000 und 1892 von 4000 Stereoskopien. Smith erzielte mit seiner Schaustellertätigkeit nach eigenen Angaben Brutto-Einnahmen von durchschnittlich 1500 US-Dollar pro Jahr, bei 15 Cent Eintrittsgeld für Erwachsene.
Smith zeigte stereoskopische Bilder unter anderem aus dem amerikanischen Bürgerkrieg (1861–1865), Konterfeis von Prominenten, Bilder von Skulpturen, Aufnahmen aus den Rocky Mountains, aus der Mammoth Cave (Mammuthöhle) und aus dem Heiligen Land, also aus Palästina; ferner aus Ägypten, aus den Alpen und aus den „ehrwürdigen, klassischen“ Städten Europas
Über seine späten Lebensjahre und sein Todesdatum sowie Sterbeort ist nichts bekannt.